# Coffea charrieriana
Coffea charrieriana är en måreväxtart som beskrevs av Piet Stoffelen och F.Anthony. Coffea charrieriana ingår i släktet Coffea och familjen måreväxter. Inga underarter finns listade i Catalogue of Life.